# Élections départementales de 2015 en Vaucluse
Les élections départementales ont lieu les 22 et 29 mars 2015.

## Contexte départemental

### Campagne
La gauche part divisée pour ces élections : le Parti socialiste se présente seul dans 6 cantons, le Front de gauche dans 5 cantons et en alliance avec Europe Écologie Les Verts dans 3 autres cantons. Quatre binômes se présentent sous l'étiquette divers gauche.
La droite est plus unie : les trois cantons d'Avignon sont les seuls où des binômes UMP ou UMP-UDI sont en concurrence.
Le Front national présente des candidats dans l'ensemble des cantons : avant le scrutin, le Vaucluse est l'un des départements signalés comme pouvant être remporté par le parti. Mais le FN affronte la concurrence de la Ligue du Sud dans le nord du département.

### Assemblée départementale sortante
Avant les élections, le conseil général de Vaucluse est présidé par Claude Haut (PS). Il comprend 24 conseillers généraux issus des 24 cantons de Vaucluse. Après le redécoupage cantonal de 2014, ce sont 34 conseillers départementaux qui seront élus au sein des 17 nouveaux cantons de Vaucluse.
| Parti                             | Sigle | Sigle | Élus |
| --------------------------------- | ----- | ----- | ---- |
| Majorité (13 sièges)              |       |       |      |
| Parti socialiste                  |       | PS    | 9    |
| Divers gauche                     |       | DVG   | 2    |
| Parti communiste français         |       | PCF   | 1    |
| Europe Écologie Les Verts         |       | EÉLV  | 1    |
| Opposition (11 sièges)            |       |       |      |
| Union pour un mouvement populaire |       | UMP   | 8    |
| Ligue du Sud                      |       | LS    | 2    |
| Front national                    |       | FN    | 1    |
| Président du conseil général      |       |       |      |
| Claude Haut (PS)                  |       |       |      |

### Assemblée départementale élue
| Parti                                   | Sigle | Sigle | Élus |
| --------------------------------------- | ----- | ----- | ---- |
| Majorité (12 sièges)                    |       |       |      |
| Union pour un mouvement populaire       |       | UMP   | 9    |
| Divers droite                           |       | DVD   | 2    |
| Union des démocrates et indépendants    |       | UDI   | 1    |
| Opposition de gauche (12 sièges)        |       |       |      |
| Parti socialiste                        |       | PS    | 7    |
| Europe Écologie Les Verts               |       | EÉLV  | 3    |
| Parti communiste français               |       | PCF   | 2    |
| Opposition d'extrême droite (10 sièges) |       |       |      |
| Front national                          |       | FN    | 6    |
| Ligue du Sud                            |       | LS    | 4    |
| Président du conseil départemental      |       |       |      |
| Maurice Chabert (UMP)                   |       |       |      |

## Résultats à l'échelle du département

### Résultats par nuances du ministère de l'Intérieur
Les nuances utilisées par le ministère de l'Intérieur ne tiennent pas compte des alliances locales.
| Binômes        | Binômes            | Premier tour | Premier tour | Second tour | Second tour | Sièges |
| Binômes        | Binômes            | Voix         | %            | Voix        | %           | Sièges |
| -------------- | ------------------ | ------------ | ------------ | ----------- | ----------- | ------ |
|                | FN                 | 77 033       | 37,40        | 77 672      | 39,50       | 6      |
|                | EXD                | 7 532        | 3,66         | 11 643      | 5,92        | 4      |
| Extrême droite | Extrême droite     | 84 565       | 41,06        | 89 315      | 45,42       | 10     |
|                |                    |              |              |             |             |        |
|                | Union de la gauche | 25 721       | 12,49        | 24 143      | 12,28       | 2      |
|                | PS                 | 19 964       | 9,69         | 25 174      | 12,80       | 6      |
|                | FG                 | 11 148       | 5,41         | 6 327       | 3,22        | 2      |
|                | EÉLV               | 6 024        | 2,92         | 6 141       | 3,12        | 2      |
|                | PCF                | 1 266        | 0,61         |             |             |        |
|                | DVG                | 704          | 0,34         |             |             |        |
| Gauche         | Gauche             | 64 827       | 31,46        | 61 785      | 31,42       | 12     |
|                |                    |              |              |             |             |        |
|                | UMP                | 37 684       | 18,30        | 30 500      | 15,51       | 8      |
|                | DVD                | 8 756        | 4,25         | 7 679       | 3,91        | 2      |
|                | Union de la droite | 8 284        | 4,02         | 7 361       | 3,74        | 2      |
|                | DLF                | 879          | 0,43         |             |             |        |
| Droite         | Droite             | 55 603       | 27,00        | 45 540      | 23,16       | 12     |
|                |                    |              |              |             |             |        |
|                | Divers             | 969          | 0,47         |             |             |        |
|                |                    |              |              |             |             |        |
| Inscrits       | Inscrits           | 394 983      | 100,00       | 368 007     | 100,00      |        |
| Abstentions    | Abstentions        | 180 009      | 45,57        | 156 731     | 42,59       |        |
| Votants        | Votants            | 214 974      | 54,43        | 211 276     | 57,41       |        |
| Blancs         | Blancs             | 6 260        | 2,91         | 10 896      | 5,16        |        |
| Nuls           | Nuls               | 2 750        | 1,28         | 3 740       | 1,77        |        |
| Exprimés       | Exprimés           | 205 964      | 95,88        | 196 640     | 93,07       |        |

### Analyses
Claude Haut du PS, élu en 2001, est le président sortant du département. À l'issue du second tour, la gauche, partie divisée entre PS, Front de gauche et écologistes, fait jeu égal avec la droite UMP-DVD avec 12 sièges chacune. Le Front national, dont la conquête du Vaucluse était un objectif, réussit une percée avec 6 sièges, sans réussir à obtenir de majorité alors que l'autre parti d'extrême droite, la Ligue du Sud, remporte 4 sièges.
Le 2 avril 2015, Maurice Chabert (UMP) est élu président du conseil départemental au bénéfice de l'âge.

### Résultats par canton
| Canton               | Conseiller sortant       | Parti                    | Parti       | Conseiller élu            | Parti           | Parti           |
| -------------------- | ------------------------ | ------------------------ | ----------- | ------------------------- | --------------- | --------------- |
| Apt                  | Pierre Boyer*            |                          | PS          | Maurice Chabert           |                 | UMP             |
| Apt                  | Pierre Boyer*            | Dominique Santoni        | PS          |                           | UMP             |                 |
| Avignon-Est          | André Castelli           |                          | PCF         | Canton supprimé           | Canton supprimé | Canton supprimé |
| Avignon-Nord         | Claude Toutain           |                          | UMP         | Canton supprimé           | Canton supprimé | Canton supprimé |
| Avignon-Ouest        | Alain Dufaut             |                          | UMP         | Canton supprimé           | Canton supprimé | Canton supprimé |
| Avignon-Sud          | Michèle Fournier-Armand* |                          | PS          | Canton supprimé           | Canton supprimé | Canton supprimé |
| Avignon-1            | Canton créé              | Canton créé              | Canton créé | Darida Belaïdi            |                 | PS              |
| Avignon-1            | Canton créé              | Canton créé              | Canton créé | Alain Moretti             |                 | PS              |
| Avignon-2            | Canton créé              | Canton créé              | Canton créé | Sylvie Fare               |                 | EÉLV            |
| Avignon-2            | Canton créé              | Canton créé              | Canton créé | Sylvain Iordanoff         |                 | EÉLV            |
| Avignon-3            | Canton créé              | Canton créé              | Canton créé | André Castelli            |                 | PCF             |
| Avignon-3            | Canton créé              | Canton créé              | Canton créé | Delphine Jordan           |                 | PCF             |
| Beaumes-de-Venise    | Christian Gonnet*        |                          | UMP         | Canton supprimé           | Canton supprimé | Canton supprimé |
| Bédarrides           | Thierry Lagneau          |                          | UMP         | Canton supprimé           | Canton supprimé | Canton supprimé |
| Bollène              | Jean-Pierre Lambertin    |                          | PS          | Marie-Claude Bompard      |                 | LS              |
| Bollène              | Jean-Pierre Lambertin    | Xavier Fruleux           | PS          |                           | LS              |                 |
| Bonnieux             | Olivier Florens*         |                          | EÉLV        | Canton supprimé           | Canton supprimé | Canton supprimé |
| Cadenet              | Michel Tamisier*         |                          | DVG         | Canton supprimé           | Canton supprimé | Canton supprimé |
| Carpentras-Nord      | Patrick Bassot*          |                          | FN          | Canton supprimé           | Canton supprimé | Canton supprimé |
| Carpentras-Sud       | Jean-Michel Ferrand      |                          | UMP         | Canton supprimé           | Canton supprimé | Canton supprimé |
| Carpentras           | Canton créé              | Canton créé              | Canton créé | Hervé de Lépinau          |                 | FN              |
| Carpentras           | Canton créé              | Canton créé              | Canton créé | Marie Thomas de Maleville |                 | FN              |
| Cavaillon            | Jean-Baptiste Blanc      |                          | UMP         | Élisabeth Amoros          |                 | UMP             |
| Cavaillon            | Jean-Baptiste Blanc      | Jean-Baptiste Blanc      | UMP         |                           | UMP             |                 |
| Cheval-Blanc         | Canton créé              | Canton créé              | Canton créé | Suzanne Bouchet           |                 | DVD             |
| Cheval-Blanc         | Canton créé              | Canton créé              | Canton créé | Christian Mounier         |                 | DVD             |
| Gordes               | Maurice Chabert          |                          | UMP         | Canton supprimé           | Canton supprimé | Canton supprimé |
| L'Isle-sur-la-Sorgue | Michel Fuillet           |                          | PS          | Pierre Gonzalvez          |                 | UMP             |
| L'Isle-sur-la-Sorgue | Michel Fuillet           | Clémence Marino-Philippe | PS          |                           | UMP             |                 |
| Malaucène            | Xavier Bernard*          |                          | DVG         | Canton supprimé           | Canton supprimé | Canton supprimé |
| Monteux              | Canton créé              | Canton créé              | Canton créé | Antonia Dufour            |                 | FN              |
| Monteux              | Canton créé              | Canton créé              | Canton créé | Rémy Rayé                 |                 | FN              |
| Mormoiron            | Max Raspail              |                          | PS          | Canton supprimé           | Canton supprimé | Canton supprimé |
| Orange-Est           | Marie-Claude Bompard     |                          | LS          | Canton supprimé           | Canton supprimé | Canton supprimé |
| Orange-Ouest         | Marie Brun*              |                          | LS          | Canton supprimé           | Canton supprimé | Canton supprimé |
| Orange               | Canton créé              | Canton créé              | Canton créé | Yann Bompard              |                 | LS              |
| Orange               | Canton créé              | Canton créé              | Canton créé | Marie-Thérèse Galmard     |                 | LS              |
| Pernes-les-Fontaines | François Pantagène       |                          | UMP         | Gisèle Brun               |                 | PS              |
| Pernes-les-Fontaines | François Pantagène       | Max Raspail              | UMP         |                           | PS              |                 |
| Pertuis              | Maurice Lovisolo*        |                          | PS          | Jean-François Lovisolo    |                 | PS              |
| Pertuis              | Maurice Lovisolo*        | Noëlle Trinquier         | PS          |                           | EÉLV            |                 |
| Le Pontet            | Canton créé              | Canton créé              | Canton créé | Danielle Brun             |                 | FN              |
| Le Pontet            | Canton créé              | Canton créé              | Canton créé | Joris Hébrard             |                 | FN              |
| Sault                | André Faraud*            |                          | PS          | Canton supprimé           | Canton supprimé | Canton supprimé |
| Sorgues              | Canton créé              | Canton créé              | Canton créé | Laure Comte-Berger        |                 | UMP             |
| Sorgues              | Canton créé              | Canton créé              | Canton créé | Thierry Lagneau           |                 | UMP             |
| Vaison-la-Romaine    | Claude Haut              |                          | PS          | Claude Haut               |                 | PS              |
| Vaison-la-Romaine    | Claude Haut              | Sophie Rigaut            | PS          |                           | PS              |                 |
| Valréas              | Gérard Santucci          |                          | PS          | Jean-Marie Roussin        |                 | UDI             |
| Valréas              | Gérard Santucci          | Corinne Testud-Robert    | PS          |                           | UMP             |                 |

* Conseillers généraux sortants ne se représentant pas

## Résultats par canton

### Canton d'Apt
| Candidats            | Candidats                   | Partis      | Partis      | Premier tour | Premier tour | Second tour | Second tour |
| Candidats            | Candidats                   | Partis      | Partis      | Voix         | %            | Voix        | %           |
| -------------------- | --------------------------- | ----------- | ----------- | ------------ | ------------ | ----------- | ----------- |
| 1                    | Maurice Chabert*            |             | UMP         | 4 527        | 34,50        | 5 430       | 37,90       |
| 1                    | Dominique Santoni           |             | UMP         | 4 527        | 34,50        | 5 430       | 37,90       |
| 2                    | Marie-Madeleine Acis-Poulet |             | FN          | 3 923        | 29,90        | 3 599       | 25,12       |
| 2                    | Christian Daram             |             | FN          | 3 923        | 29,90        | 3 599       | 25,12       |
| 3                    | Marie-Christine Kadler      |             | EÉLV        | 4 671        | 35,60        | 5 298       | 36,98       |
| 3                    | Gilles Ripert               |             | PS          | 4 671        | 35,60        | 5 298       | 36,98       |
|                      |                             |             |             |              |              |             |             |
| Inscrits             | Inscrits                    | Inscrits    | Inscrits    | 24 352       | 100,00       | 24 350      | 100,00      |
| Abstentions          | Abstentions                 | Abstentions | Abstentions | 10 602       | 43,54        | 9 598       | 39,42       |
| Votants              | Votants                     | Votants     | Votants     | 13 750       | 56,46        | 14 752      | 60,58       |
| Blancs               | Blancs                      | Blancs      | Blancs      | 428          | 3,11         | 296         | 2,01        |
| Nuls                 | Nuls                        | Nuls        | Nuls        | 201          | 1,46         | 129         | 0,87        |
| Exprimés             | Exprimés                    | Exprimés    | Exprimés    | 13 121       | 95,43        | 14 327      | 97,12       |
| * conseiller sortant |                             |             |             |              |              |             |             |

### Canton d'Avignon-1
| Candidats   | Candidats        | Partis      | Partis      | Premier tour | Premier tour | Second tour | Second tour |
| Candidats   | Candidats        | Partis      | Partis      | Voix         | %            | Voix        | %           |
| ----------- | ---------------- | ----------- | ----------- | ------------ | ------------ | ----------- | ----------- |
| 1           | Darida Belaïdi   |             | PS          | 2 730        | 36,32        | 4 850       | 60,53       |
| 1           | Alain Moretti    |             | PS          | 2 730        | 36,32        | 4 850       | 60,53       |
| 2           | Alix Barbé       |             | DVG         | 704          | 9,37         |             |             |
| 2           | Akim Mimoun      |             | DVG         | 704          | 9,37         |             |             |
| 3           | Philip Cripe     |             | DLF         | 236          | 3,14         |             |             |
| 3           | Sarah Musset     |             | DLF         | 236          | 3,14         |             |             |
| 4           | Christian Bonnet |             | UDI         | 1 258        | 16,74        |             |             |
| 4           | Florence Verra   |             | UMP         | 1 258        | 16,74        |             |             |
| 5           | Josette Goilliot |             | DVD         | 225          | 2,99         |             |             |
| 5           | Bruno Moscatelli |             | DVD         | 225          | 2,99         |             |             |
| 6           | Fabien Mendez    |             | FN          | 2 363        | 31,44        | 3 163       | 39,47       |
| 6           | José Rigo        |             | FN          | 2 363        | 31,44        | 3 163       | 39,47       |
|             |                  |             |             |              |              |             |             |
| Inscrits    | Inscrits         | Inscrits    | Inscrits    | 17 030       | 100,00       | 17 030      | 100,00      |
| Abstentions | Abstentions      | Abstentions | Abstentions | 9 053        | 53,16        | 8 276       | 48,60       |
| Votants     | Votants          | Votants     | Votants     | 7 977        | 46,84        | 8 754       | 51,40       |
| Blancs      | Blancs           | Blancs      | Blancs      | 280          | 3,51         | 543         | 6,20        |
| Nuls        | Nuls             | Nuls        | Nuls        | 181          | 2,27         | 198         | 2,26        |
| Exprimés    | Exprimés         | Exprimés    | Exprimés    | 7 516        | 94,22        | 8 013       | 91,54       |

### Canton d'Avignon-2
| Candidats            | Candidats           | Partis      | Partis      | Premier tour | Premier tour | Second tour | Second tour |
| Candidats            | Candidats           | Partis      | Partis      | Voix         | %            | Voix        | %           |
| -------------------- | ------------------- | ----------- | ----------- | ------------ | ------------ | ----------- | ----------- |
| 1                    | Sylvie Fare         |             | EÉLV        | 3 940        | 38,21        | 6 141       | 58,69       |
| 1                    | Sylvain Iordanoff   |             | EÉLV        | 3 940        | 38,21        | 6 141       | 58,69       |
| 2                    | Aimé Gallo          |             | FN          | 3 225        | 31,27        | 4 322       | 41,31       |
| 2                    | Anne-Sophie Rigault |             | FN          | 3 225        | 31,27        | 4 322       | 41,31       |
| 3                    | Aurélie Aguéli      |             | DVD         | 618          | 5,99         |             |             |
| 3                    | Christian Paly      |             | DVD         | 618          | 5,99         |             |             |
| 4                    | Alain Dufaut*       |             | UMP         | 1 943        | 18,84        |             |             |
| 4                    | Stéphanie Parry     |             | UMP         | 1 943        | 18,84        |             |             |
| 5                    | Christine Camous    |             | NC          | 586          | 5,68         |             |             |
| 5                    | Armand Cointin      |             | NC          | 586          | 5,68         |             |             |
|                      |                     |             |             |              |              |             |             |
| Inscrits             | Inscrits            | Inscrits    | Inscrits    | 21 119       | 100,00       | 21 119      | 100,00      |
| Abstentions          | Abstentions         | Abstentions | Abstentions | 10 328       | 48,90        | 9 745       | 46,14       |
| Votants              | Votants             | Votants     | Votants     | 10 791       | 51,10        | 11 374      | 53,86       |
| Blancs               | Blancs              | Blancs      | Blancs      | 332          | 3,08         | 658         | 5,79        |
| Nuls                 | Nuls                | Nuls        | Nuls        | 147          | 1,36         | 253         | 2,22        |
| Exprimés             | Exprimés            | Exprimés    | Exprimés    | 10 312       | 95,56        | 10 463      | 91,99       |
| * conseiller sortant |                     |             |             |              |              |             |             |

### Canton d'Avignon-3
| Candidats            | Candidats                | Partis      | Partis      | Premier tour | Premier tour | Second tour | Second tour |
| Candidats            | Candidats                | Partis      | Partis      | Voix         | %            | Voix        | %           |
| -------------------- | ------------------------ | ----------- | ----------- | ------------ | ------------ | ----------- | ----------- |
| 1                    | Olivier Baudry de Vaux   |             | DLF         | 279          | 2,39         |             |             |
| 1                    | Martine Furioli-Beaunier |             | DVD         | 279          | 2,39         |             |             |
| 2                    | François Leleu           |             | DVD         | 979          | 8,40         |             |             |
| 2                    | Véronique Toesca         |             | DVD         | 979          | 8,40         |             |             |
| 3                    | Florence Duprat          |             | UMP         | 1 381        | 11,84        |             |             |
| 3                    | Claude Tummino           |             | UDI         | 1 381        | 11,84        |             |             |
| 4                    | Philippe Lottiaux        |             | FN          | 4 620        | 39,62        | 5 813       | 47,88       |
| 4                    | Sylvie Saint-Jean        |             | FN          | 4 620        | 39,62        | 5 813       | 47,88       |
| 5                    | André Castelli*          |             | PCF         | 4 401        | 37,74        | 6 327       | 52,12       |
| 5                    | Delphine Jordan          |             | PCF         | 4 401        | 37,74        | 6 327       | 52,12       |
|                      |                          |             |             |              |              |             |             |
| Inscrits             | Inscrits                 | Inscrits    | Inscrits    | 22 868       | 100,00       | 22 868      | 100,00      |
| Abstentions          | Abstentions              | Abstentions | Abstentions | 10 738       | 46,96        | 9 786       | 42,79       |
| Votants              | Votants                  | Votants     | Votants     | 12 130       | 53,04        | 13 082      | 57,21       |
| Blancs               | Blancs                   | Blancs      | Blancs      | 307          | 2,53         | 677         | 5,18        |
| Nuls                 | Nuls                     | Nuls        | Nuls        | 163          | 1,34         | 265         | 2,03        |
| Exprimés             | Exprimés                 | Exprimés    | Exprimés    | 11 660       | 96,13        | 12 140      | 92,80       |
| * conseiller sortant |                          |             |             |              |              |             |             |

### Canton de Bollène
| Candidats            | Candidats              | Partis      | Partis      | Premier tour | Premier tour | Second tour | Second tour |
| Candidats            | Candidats              | Partis      | Partis      | Voix         | %            | Voix        | %           |
| -------------------- | ---------------------- | ----------- | ----------- | ------------ | ------------ | ----------- | ----------- |
| 1                    | Marie-Claude Bompard*  |             | LS          | 3 812        | 32,66        | 7 154       | 57,83       |
| 1                    | Xavier Fruleux         |             | LS          | 3 812        | 32,66        | 7 154       | 57,83       |
| 2                    | Annie André            |             | PCF         | 4 255        | 36,45        | 5 216       | 42,17       |
| 2                    | Jean-Pierre Lambertin* |             | PS          | 4 255        | 36,45        | 5 216       | 42,17       |
| 3                    | Georges Michel         |             | FN          | 3 605        | 30,89        | Retrait     | Retrait     |
| 3                    | Jeanne Yvan            |             | FN          | 3 605        | 30,89        | Retrait     | Retrait     |
|                      |                        |             |             |              |              |             |             |
| Inscrits             | Inscrits               | Inscrits    | Inscrits    | 22 980       | 100,00       | 22 978      | 100,00      |
| Abstentions          | Abstentions            | Abstentions | Abstentions | 10 538       | 45,86        | 9 889       | 43,04       |
| Votants              | Votants                | Votants     | Votants     | 12 442       | 54,14        | 13 089      | 56,96       |
| Blancs               | Blancs                 | Blancs      | Blancs      | 542          | 4,36         | 503         | 3,84        |
| Nuls                 | Nuls                   | Nuls        | Nuls        | 228          | 1,83         | 216         | 1,65        |
| Exprimés             | Exprimés               | Exprimés    | Exprimés    | 11 672       | 93,81        | 12 370      | 94,51       |
| * conseiller sortant |                        |             |             |              |              |             |             |

### Canton de Carpentras
| Candidats   | Candidats                 | Partis      | Partis      | Premier tour | Premier tour | Second tour | Second tour |
| Candidats   | Candidats                 | Partis      | Partis      | Voix         | %            | Voix        | %           |
| ----------- | ------------------------- | ----------- | ----------- | ------------ | ------------ | ----------- | ----------- |
| 1           | Francis Adolphe           |             | PS          | 4 411        | 33,78        | 6 762       | 46,49       |
| 1           | Laurence Badei            |             | PS          | 4 411        | 33,78        | 6 762       | 46,49       |
| 2           | Hervé de Lépinau          |             | FN          | 6 168        | 47,23        | 7 784       | 53,51       |
| 2           | Marie Thomas de Maleville |             | FN          | 6 168        | 47,23        | 7 784       | 53,51       |
| 3           | Guillaume Pascal          |             | DLF         | 364          | 2,79         |             |             |
| 3           | Laura Pêcheux             |             | DLF         | 364          | 2,79         |             |             |
| 4           | Marc Jaume                |             | UMP         | 2 116        | 16,20        |             |             |
| 4           | Armande Patron            |             | UMP         | 2 116        | 16,20        |             |             |
|             |                           |             |             |              |              |             |             |
| Inscrits    | Inscrits                  | Inscrits    | Inscrits    | 24 473       | 100,00       | 24 474      | 100,00      |
| Abstentions | Abstentions               | Abstentions | Abstentions | 10 996       | 44,93        | 8 982       | 36,70       |
| Votants     | Votants                   | Votants     | Votants     | 13 477       | 55,07        | 15 492      | 63,30       |
| Blancs      | Blancs                    | Blancs      | Blancs      | 247          | 1,83         | 654         | 4,22        |
| Nuls        | Nuls                      | Nuls        | Nuls        | 171          | 1,27         | 292         | 1,88        |
| Exprimés    | Exprimés                  | Exprimés    | Exprimés    | 13 059       | 96,90        | 14 546      | 93,89       |

### Canton de Cavaillon
| Candidats            | Candidats             | Partis      | Partis      | Premier tour | Premier tour | Second tour | Second tour |
| Candidats            | Candidats             | Partis      | Partis      | Voix         | %            | Voix        | %           |
| -------------------- | --------------------- | ----------- | ----------- | ------------ | ------------ | ----------- | ----------- |
| 1                    | Élisabeth Amoros      |             | UMP         | 3 873        | 39,53        | 5 630       | 53,92       |
| 1                    | Jean-Baptiste Blanc*  |             | UMP         | 3 873        | 39,53        | 5 630       | 53,92       |
| 2                    | Didier Bechir         |             | PCF         | 1 475        | 15,05        |             |             |
| 2                    | Irène Boure           |             | DVG         | 1 475        | 15,05        |             |             |
| 3                    | Thibaut de La Tocnaye |             | FN          | 4 450        | 45,42        | 4 811       | 46,08       |
| 3                    | Leslie Meslé          |             | FN          | 4 450        | 45,42        | 4 811       | 46,08       |
|                      |                       |             |             |              |              |             |             |
| Inscrits             | Inscrits              | Inscrits    | Inscrits    | 20 865       | 100,00       | 20 864      | 100,00      |
| Abstentions          | Abstentions           | Abstentions | Abstentions | 10 639       | 50,99        | 9 783       | 46,89       |
| Votants              | Votants               | Votants     | Votants     | 10 226       | 49,01        | 11 081      | 53,11       |
| Blancs               | Blancs                | Blancs      | Blancs      | 293          | 2,87         | 446         | 4,02        |
| Nuls                 | Nuls                  | Nuls        | Nuls        | 135          | 1,32         | 194         | 1,75        |
| Exprimés             | Exprimés              | Exprimés    | Exprimés    | 9 798        | 95,81        | 10 441      | 94,22       |
| * conseiller sortant |                       |             |             |              |              |             |             |

### Canton de Cheval-Blanc
| Candidats   | Candidats             | Partis      | Partis      | Premier tour | Premier tour | Second tour | Second tour |
| Candidats   | Candidats             | Partis      | Partis      | Voix         | %            | Voix        | %           |
| ----------- | --------------------- | ----------- | ----------- | ------------ | ------------ | ----------- | ----------- |
| 1           | Marie-Paule Ghiglione |             | DVG         | 4 098        | 31,68        | Retrait     | Retrait     |
| 1           | André Rousset         |             | EÉLV        | 4 098        | 31,68        | Retrait     | Retrait     |
| 2           | Suzanne Bouchet       |             | DVD         | 4 171        | 32,25        | 7 679       | 59,76       |
| 2           | Christian Mounier     |             | DVD         | 4 171        | 32,25        | 7 679       | 59,76       |
| 3           | Stéphane Lemoine      |             | FN          | 4 666        | 36,07        | 5 170       | 40,24       |
| 3           | Mylène Perrin         |             | FN          | 4 666        | 36,07        | 5 170       | 40,24       |
|             |                       |             |             |              |              |             |             |
| Inscrits    | Inscrits              | Inscrits    | Inscrits    | 24 514       | 100,00       | 24 511      | 100,00      |
| Abstentions | Abstentions           | Abstentions | Abstentions | 11 066       | 45,14        | 10 557      | 43,07       |
| Votants     | Votants               | Votants     | Votants     | 13 448       | 54,86        | 13 954      | 56,93       |
| Blancs      | Blancs                | Blancs      | Blancs      | 355          | 2,64         | 766         | 5,49        |
| Nuls        | Nuls                  | Nuls        | Nuls        | 158          | 1,17         | 339         | 2,43        |
| Exprimés    | Exprimés              | Exprimés    | Exprimés    | 12 935       | 96,19        | 12 849      | 92,08       |

### Canton de L'Isle-sur-la-Sorgue
| Candidats            | Candidats                | Partis      | Partis      | Premier tour | Premier tour | Second tour | Second tour |
| Candidats            | Candidats                | Partis      | Partis      | Voix         | %            | Voix        | %           |
| -------------------- | ------------------------ | ----------- | ----------- | ------------ | ------------ | ----------- | ----------- |
| 1                    | Jacques Olivier          |             | EÉLV        | 2 084        | 15,96        |             |             |
| 1                    | Martine Taxil            |             | PCF         | 2 084        | 15,96        |             |             |
| 2                    | Jean-Marie Cojannot      |             | FN          | 4 778        | 36,59        | 5 633       | 43,09       |
| 2                    | Sylvie Cosset            |             | FN          | 4 778        | 36,59        | 5 633       | 43,09       |
| 3                    | Patricia Aymé-Allemand   |             | DVG         | 2 510        | 19,22        |             |             |
| 3                    | Michel Fuillet*          |             | DVG         | 2 510        | 19,22        |             |             |
| 4                    | Pierre Gonzalvez         |             | UMP         | 3 687        | 28,23        | 7 440       | 56,91       |
| 4                    | Clémence Marino-Philippe |             | UMP         | 3 687        | 28,23        | 7 440       | 56,91       |
|                      |                          |             |             |              |              |             |             |
| Inscrits             | Inscrits                 | Inscrits    | Inscrits    | 25 177       | 100,00       | 25 173      | 100,00      |
| Abstentions          | Abstentions              | Abstentions | Abstentions | 11 651       | 46,28        | 10 940      | 43,46       |
| Votants              | Votants                  | Votants     | Votants     | 13 526       | 53,72        | 14 233      | 56,54       |
| Blancs               | Blancs                   | Blancs      | Blancs      | 308          | 2,28         | 778         | 5,47        |
| Nuls                 | Nuls                     | Nuls        | Nuls        | 159          | 1,18         | 382         | 2,68        |
| Exprimés             | Exprimés                 | Exprimés    | Exprimés    | 13 059       | 96,55        | 13 073      | 91,85       |
| * conseiller sortant |                          |             |             |              |              |             |             |

### Canton de Monteux
| Candidats            | Candidats            | Partis      | Partis      | Premier tour | Premier tour | Second tour | Second tour |
| Candidats            | Candidats            | Partis      | Partis      | Voix         | %            | Voix        | %           |
| -------------------- | -------------------- | ----------- | ----------- | ------------ | ------------ | ----------- | ----------- |
| 1                    | Nadia Boyer          |             | PCF         | 1 644        | 11,83        |             |             |
| 1                    | Guy Moureau          |             | PCF         | 1 644        | 11,83        |             |             |
| 2                    | Christian Gros       |             | PS          | 2 972        | 21,38        | 6 249       | 44,53       |
| 2                    | Isabelle Vinstock    |             | PS          | 2 972        | 21,38        | 6 249       | 44,53       |
| 3                    | Muriel Hermier       |             | UPR         | 174          | 1,25         |             |             |
| 3                    | Paul-Henri Tartanson |             | UPR         | 174          | 1,25         |             |             |
| 4                    | Jacqueline Bouyac    |             | UMP         | 2 952        | 21,24        |             |             |
| 4                    | Jean-Michel Ferrand* |             | UMP         | 2 952        | 21,24        |             |             |
| 5                    | Antonia Dufour       |             | FN          | 6 156        | 44,29        | 7 785       | 55,47       |
| 5                    | Rémy Rayé            |             | FN          | 6 156        | 44,29        | 7 785       | 55,47       |
|                      |                      |             |             |              |              |             |             |
| Inscrits             | Inscrits             | Inscrits    | Inscrits    | 25 885       | 100,00       | 25 882      | 100,00      |
| Abstentions          | Abstentions          | Abstentions | Abstentions | 11 431       | 44,16        | 10 617      | 41,02       |
| Votants              | Votants              | Votants     | Votants     | 14 454       | 55,84        | 15 265      | 58,98       |
| Blancs               | Blancs               | Blancs      | Blancs      | 336          | 2,32         | 885         | 5,80        |
| Nuls                 | Nuls                 | Nuls        | Nuls        | 220          | 1,52         | 346         | 2,27        |
| Exprimés             | Exprimés             | Exprimés    | Exprimés    | 13 898       | 96,15        | 14 034      | 91,94       |
| * conseiller sortant |                      |             |             |              |              |             |             |

### Canton d'Orange
| Candidats   | Candidats             | Partis      | Partis      | Premier tour | Premier tour | Second tour | Second tour |
| Candidats   | Candidats             | Partis      | Partis      | Voix         | %            | Voix        | %           |
| ----------- | --------------------- | ----------- | ----------- | ------------ | ------------ | ----------- | ----------- |
| 1           | Yann Bompard          |             | LS          | 3 161        | 26,98        | 4 489       | 50,03       |
| 1           | Marie-Thérèse Galmard |             | LS          | 3 161        | 26,98        | 4 489       | 50,03       |
| 2           | Yannick Cuer          |             | UMP         | 2 177        | 18,58        |             |             |
| 2           | Olivier Surles        |             | UMP         | 2 177        | 18,58        |             |             |
| 3           | Jean François Mattei  |             | FN          | 3 704        | 31,61        | 4 483       | 49,97       |
| 3           | Brigitte Vigne        |             | FN          | 3 704        | 31,61        | 4 483       | 49,97       |
| 4           | Fabienne Haloui       |             | PCF         | 1 879        | 16,04        |             |             |
| 4           | Serge Marolleau       |             | EÉLV        | 1 879        | 16,04        |             |             |
| 5           | Aïcha Boutinot        |             | SE          | 795          | 6,79         |             |             |
| 5           | Alain Guenin          |             | SE          | 795          | 6,79         |             |             |
|             |                       |             |             |              |              |             |             |
| Inscrits    | Inscrits              | Inscrits    | Inscrits    | 25 036       | 100,00       | 25 036      | 100,00      |
| Abstentions | Abstentions           | Abstentions | Abstentions | 12 619       | 50,40        | 13 634      | 54,46       |
| Votants     | Votants               | Votants     | Votants     | 12 417       | 49,60        | 11 402      | 45,54       |
| Blancs      | Blancs                | Blancs      | Blancs      | 652          | 5,25         | 2 266       | 19,87       |
| Nuls        | Nuls                  | Nuls        | Nuls        | 49           | 0,39         | 164         | 1,44        |
| Exprimés    | Exprimés              | Exprimés    | Exprimés    | 11 716       | 94,35        | 8 972       | 78,69       |

### Canton de Pernes-les-Fontaines
| Candidats            | Candidats           | Partis      | Partis      | Premier tour | Premier tour | Second tour | Second tour |
| Candidats            | Candidats           | Partis      | Partis      | Voix         | %            | Voix        | %           |
| -------------------- | ------------------- | ----------- | ----------- | ------------ | ------------ | ----------- | ----------- |
| 1                    | François Pantagene* |             | UMP         | 4 162        | 26,70        | Retrait     | Retrait     |
| 1                    | Michèle Sorbier     |             | UMP         | 4 162        | 26,70        | Retrait     | Retrait     |
| 2                    | Gisèle Brun         |             | PS          | 5 622        | 36,07        | 8 350       | 53,08       |
| 2                    | Max Raspail*        |             | PS          | 5 622        | 36,07        | 8 350       | 53,08       |
| 3                    | Julien Langard      |             | FN          | 5 802        | 37,23        | 7 382       | 46,92       |
| 3                    | Caroline Lopez      |             | FN          | 5 802        | 37,23        | 7 382       | 46,92       |
|                      |                     |             |             |              |              |             |             |
| Inscrits             | Inscrits            | Inscrits    | Inscrits    | 26 714       | 100,00       | 26 713      | 100,00      |
| Abstentions          | Abstentions         | Abstentions | Abstentions | 10 436       | 39,07        | 9 621       | 36,02       |
| Votants              | Votants             | Votants     | Votants     | 16 278       | 60,93        | 17 092      | 63,98       |
| Blancs               | Blancs              | Blancs      | Blancs      | 483          | 2,97         | 1 009       | 5,90        |
| Nuls                 | Nuls                | Nuls        | Nuls        | 209          | 1,28         | 351         | 2,05        |
| Exprimés             | Exprimés            | Exprimés    | Exprimés    | 15 586       | 95,75        | 15 732      | 92,04       |
| * conseiller sortant |                     |             |             |              |              |             |             |

### Canton de Pertuis
| Candidats   | Candidats              | Partis      | Partis      | Premier tour | Premier tour | Second tour | Second tour |
| Candidats   | Candidats              | Partis      | Partis      | Voix         | %            | Voix        | %           |
| ----------- | ---------------------- | ----------- | ----------- | ------------ | ------------ | ----------- | ----------- |
| 1           | Christine Chiarri      |             | PCF         | 1 266        | 8,48         |             |             |
| 1           | Rémy Grangeon          |             | PCF         | 1 266        | 8,48         |             |             |
| 2           | Roger Pellenc          |             | UMP         | 4 266        | 28,59        | 5 377       | 33,74       |
| 2           | Joëlle Richaud         |             | UMP         | 4 266        | 28,59        | 5 377       | 33,74       |
| 3           | Jean-François Lovisolo |             | PS          | 4 932        | 33,05        | 6 867       | 43,09       |
| 3           | Noëlle Trinquier       |             | EÉLV        | 4 932        | 33,05        | 6 867       | 43,09       |
| 4           | Frédéric Difraja       |             | FN          | 3 890        | 26,07        | 3 693       | 23,17       |
| 4           | Dominique Schall       |             | FN          | 3 890        | 26,07        | 3 693       | 23,17       |
| 5           | Léa Jourdan            |             | MoDem       | 567          | 3,80         |             |             |
| 5           | Mathieu Petit-Gounelle |             | UDI         | 567          | 3,80         |             |             |
|             |                        |             |             |              |              |             |             |
| Inscrits    | Inscrits               | Inscrits    | Inscrits    | 29 616       | 100,00       | 29 616      | 100,00      |
| Abstentions | Abstentions            | Abstentions | Abstentions | 14 283       | 48,23        | 13 218      | 44,63       |
| Votants     | Votants                | Votants     | Votants     | 15 333       | 51,77        | 16 398      | 55,37       |
| Blancs      | Blancs                 | Blancs      | Blancs      | 295          | 1,92         | 332         | 2,02        |
| Nuls        | Nuls                   | Nuls        | Nuls        | 117          | 0,76         | 129         | 0,79        |
| Exprimés    | Exprimés               | Exprimés    | Exprimés    | 14 921       | 97,31        | 15 937      | 97,19       |

### Canton du Pontet
| 1                    | Danielle Brun     |             | FN          | 7 810  | 53,70  |  |  |
| 1                    | Joris Hébrard     |             | FN          | 7 810  | 53,70  |  |  |
| 2                    | Martine Durieu    |             | UMP         | 3 605  | 24,79  |  |  |
| 2                    | Claude Toutain*   |             | UMP         | 3 605  | 24,79  |  |  |
| 3                    | Paul Djeorgevitch |             | PCF         | 3 130  | 21,52  |  |  |
| 3                    | Muriel Duenas     |             | PCF         | 3 130  | 21,52  |  |  |
|                      |                   |             |             |        |        |  |  |
| Inscrits             | Inscrits          | Inscrits    | Inscrits    | 26 857 | 100,00 |  |  |
| Abstentions          | Abstentions       | Abstentions | Abstentions | 11 573 | 43,09  |  |  |
| Votants              | Votants           | Votants     | Votants     | 15 284 | 56,91  |  |  |
| Blancs               | Blancs            | Blancs      | Blancs      | 519    | 3,40   |  |  |
| Nuls                 | Nuls              | Nuls        | Nuls        | 220    | 1,44   |  |  |
| Exprimés             | Exprimés          | Exprimés    | Exprimés    | 14 545 | 95,16  |  |  |
| * conseiller sortant |                   |             |             |        |        |  |  |

### Canton de Sorgues
| Candidats            | Candidats           | Partis      | Partis      | Premier tour | Premier tour | Second tour | Second tour |
| Candidats            | Candidats           | Partis      | Partis      | Voix         | %            | Voix        | %           |
| -------------------- | ------------------- | ----------- | ----------- | ------------ | ------------ | ----------- | ----------- |
| 1                    | Laure Comte-berger  |             | UMP         | 5 083        | 37,03        | 7 361       | 51,85       |
| 1                    | Thierry Lagneau*    |             | UMP         | 5 083        | 37,03        | 7 361       | 51,85       |
| 2                    | Sandra Metay Niquet |             | PCF         | 1 973        | 14,38        |             |             |
| 2                    | Jean Pedro          |             | PCF         | 1 973        | 14,38        |             |             |
| 3                    | Magali Martinez     |             | LS          | 805          | 5,87         |             |             |
| 3                    | Thierry Vermeille   |             | DVD         | 805          | 5,87         |             |             |
| 4                    | Agapia Enderlin     |             | FN          | 5 864        | 42,72        | 6 837       | 48,15       |
| 4                    | Xavier Magnin       |             | FN          | 5 864        | 42,72        | 6 837       | 48,15       |
|                      |                     |             |             |              |              |             |             |
| Inscrits             | Inscrits            | Inscrits    | Inscrits    | 25 595       | 100,00       | 25 595      | 100,00      |
| Abstentions          | Abstentions         | Abstentions | Abstentions | 11 430       | 44,66        | 10 672      | 48,15       |
| Votants              | Votants             | Votants     | Votants     | 14 165       | 55,34        | 14 923      | 58,30       |
| Blancs               | Blancs              | Blancs      | Blancs      | 316          | 2,23         | 498         | 3,34        |
| Nuls                 | Nuls                | Nuls        | Nuls        | 124          | 0,88         | 227         | 1,52        |
| Exprimés             | Exprimés            | Exprimés    | Exprimés    | 13 725       | 96,89        | 14 198      | 95,14       |
| * conseiller sortant |                     |             |             |              |              |             |             |

### Canton de Vaison-la-Romaine
| Candidats            | Candidats              | Partis      | Partis      | Premier tour | Premier tour | Second tour | Second tour |
| Candidats            | Candidats              | Partis      | Partis      | Voix         | %            | Voix        | %           |
| -------------------- | ---------------------- | ----------- | ----------- | ------------ | ------------ | ----------- | ----------- |
| 1                    | Claude Haut*           |             | PS          | 4 869        | 37,25        | 5 725       | 40,82       |
| 1                    | Sophie Rigaut          |             | PS          | 4 869        | 37,25        | 5 725       | 40,82       |
| 2                    | Philippe de Beauregard |             | FN          | 3 909        | 29,91        | 4 595       | 32,76       |
| 2                    | Lorraine Micoud        |             | FN          | 3 909        | 29,91        | 4 595       | 32,76       |
| 3                    | Bénédicte Martin       |             | UMP         | 3 488        | 26,69        | 3 705       | 26,42       |
| 3                    | Jean-François Périlhou |             | UMP         | 3 488        | 26,69        | 3 705       | 26,42       |
| 4                    | Anne Crespo            |             | LS          | 805          | 6,16         |             |             |
| 4                    | Christian Meffre       |             | LS          | 805          | 6,16         |             |             |
|                      |                        |             |             |              |              |             |             |
| Inscrits             | Inscrits               | Inscrits    | Inscrits    | 22 209       | 100,00       | 22 105      | 100,00      |
| Abstentions          | Abstentions            | Abstentions | Abstentions | 8 564        | 38,56        | 7 678       | 34,73       |
| Votants              | Votants                | Votants     | Votants     | 13 645       | 61,44        | 14 427      | 65,27       |
| Blancs               | Blancs                 | Blancs      | Blancs      | 357          | 2,62         | 275         | 1,91        |
| Nuls                 | Nuls                   | Nuls        | Nuls        | 217          | 1,59         | 127         | 1,91        |
| Exprimés             | Exprimés               | Exprimés    | Exprimés    | 13 071       | 95,79        | 14 025      | 97,21       |
| * conseiller sortant |                        |             |             |              |              |             |             |

### Canton de Valréas
| Candidats            | Candidats                   | Partis      | Partis      | Premier tour | Premier tour | Second tour | Second tour |
| Candidats            | Candidats                   | Partis      | Partis      | Voix         | %            | Voix        | %           |
| -------------------- | --------------------------- | ----------- | ----------- | ------------ | ------------ | ----------- | ----------- |
| 1                    | France Barthélemy-Bathelier |             | FN          | 2 100        | 39,11        | 2 602       | 47,14       |
| 1                    | Fabrice Ligier              |             | FN          | 2 100        | 39,11        | 2 602       | 47,14       |
| 2                    | Céline Millet               |             | LS          | 559          | 10,41        |             |             |
| 2                    | Jacques Pertek              |             | LS          | 559          | 10,41        |             |             |
| 3                    | Jean-Marie Roussin          |             | UDI         | 1 450        | 27,00        | 2 918       | 52,86       |
| 3                    | Corinne Testud Robert       |             | UMP         | 1 450        | 27,00        | 2 918       | 52,86       |
| 3                    | Annik Chanot                |             | PS          | 1 261        | 23,48        | Retrait     | Retrait     |
| 3                    | Gérard Santucci*            |             | PS          | 1 261        | 23,48        | Retrait     | Retrait     |
|                      |                             |             |             |              |              |             |             |
| Inscrits             | Inscrits                    | Inscrits    | Inscrits    | 9 696        | 100,00       | 9 693       | 100,00      |
| Abstentions          | Abstentions                 | Abstentions | Abstentions | 4 066        | 41,93        | 3 735       | 38,53       |
| Votants              | Votants                     | Votants     | Votants     | 5 630        | 58,07        | 5 958       | 61,47       |
| Blancs               | Blancs                      | Blancs      | Blancs      | 192          | 3,41         | 310         | 5,20        |
| Nuls                 | Nuls                        | Nuls        | Nuls        | 68           | 1,21         | 128         | 2,15        |
| Exprimés             | Exprimés                    | Exprimés    | Exprimés    | 5 370        | 95,38        | 5 520       | 92,65       |
| * conseiller sortant |                             |             |             |              |              |             |             |

## Élection du président
Le 2 avril 2015, le nouveau conseil départemental se réunit pour élire son président. Deux jours plus tôt, le président sortant Claude Haut (PS) avait annoncé ne pas se présenter. La gauche présente à la place Max Raspail, conseiller départemental de Pernes-les-Fontaines.
La majorité absolue est de 18 voix. Gauche et droite dispose de 12 sièges chacun et l'extrême droite de 10 : après deux premiers tours sans majorité, la présidence est finalement remportée par l'UMP Maurice Chabert, conseiller départemental d'Apt. Arrivé à égalité avec Max Raspail au troisième tour, il est élu au bénéfice de l'âge (71 ans).
| Candidat         | Candidat       | Candidat       | Premier tour | Second tour | Troisième tour |
| ---------------- | -------------- | -------------- | ------------ | ----------- | -------------- |
| Maurice Chabert  |                | UMP            | 12           | 12          | 12             |
| Max Raspail      |                | PS             | 12           | 12          | 12             |
| Hervé de Lépinau |                | FN             | 8            | 9           | 10             |
| Blancs et nuls   | Blancs et nuls | Blancs et nuls | 2            | 1           | 0              |